# 요르단강

요르단강

요르단강(히브리어: נהר הירדן 나하르 하야르덴, 아랍어: نهر الأردن 나흐르 알우르둔[*])은 레반트 지역의 길고 대략적으로 북쪽에서 남쪽으로 흐르는 내륙유역 강으로, 갈릴래아호를 거쳐 사해로 흐르는 251-킬로미터-길이 (156 mi)이다. 이 강은 요르단, 시리아, 이스라엘, 팔레스타인 자치 정부를 지나거나 그 경계를 이룬다.
요르단과 이스라엘 점령 골란고원은 강의 동쪽 경계를 이루고, 이스라엘과 이스라엘 점령 요르단강 서안 지구는 서쪽에 위치한다. 요르단과 요르단강 서안 지구는 모두 강과 관련하여 이름이 유래되었다. 이 강은 유대교와 기독교에서 중요한 의미를 갖는다. 성경에 따르면, 이스라엘 민족은 이 강을 건너 약속의 땅으로 들어갔고, 나자렛 예수는 세례자 요한에 의해 이 강에서 세례를 받았다.

## 어원
현대 언어(예: 요르단, 야르덴, 우르둔)에서 강 이름의 대부분에 대한 여러 가설 중 하나는 셈어 '야르돈(Yard|on)'에서 '흘러내리다' <√ירד>가 유래했다는 것이다. 이는 강의 경사를 반영하며, 야르콘강 및 야르무크강과 같은 이 지역의 다른 강 이름에도 나타날 수 있다. 또는 이집트어 외래어 '야오르(yǝʾor)'('큰 강', 나일강)와 관련이 있을 수도 있다. 이 가설에 따르면, "덴(Den)"은 "강력한"을 의미하는 아카드어 단어 단눔(dannum)과 관련이 있을 수 있다. 이 단어의 동족어는 아람어, 히브리어, 만다야어, 그리고 다른 셈어파에서 발견된다. 이름이 처음 기록된 것은 람세스 2세 시대로 추정되는 고대 이집트 파피루스인 파피루스 아나스타시 I에서 야르돈(Yārdon)으로 나타난다. 초기 아랍 연대기에서는 이 강을 알우르둔(Al-Urdunn)이라고 불렀다.
만다야어에서는 어원적으로 관련된 용어인 야르데나(언어 오류(myz): ࡉࡀࡓࡃࡍࡀ)가 요르단강뿐만 아니라 만다야교 세례 의식(마스부타)에 사용될 수 있는 다른 흐르는 물을 지칭할 수 있다.
십자군 이후에는 아랍어 이름인 나흐르 알 샤리에트(아랍어:  نهر الشريعة), 즉 "물 공급지"가 사용되기 시작했으며, 아불피다와 알디마시퀴와 같은 중세 지리학자들에 의해 기록되었다. 이 이름은 이 지역의 주요 19세기 지도에 다양한 형태로 나타났으며, 에드워드 로빈슨의 팔레스타인 성서 연구에서 설명된다. 역사적 자료에서는 이러한 구별을 하지 않는 것으로 보이지만, 일부 현대 자료에서는 갈릴래아호로 흐르기 전의 강 부분에 대한 이름으로 묘사된다.

## 지리

### 발원지
단강과 하스바니강은 북부 이스라엘의 키부츠 스데 네헤미야 근처에서 합류하여 요르단강이 된다. 하스바니강(아랍어: الحاصباني 하스바니, 히브리어: 스니르 또는 하츠바니)은 레바논의 헤르몬산 북서쪽 기슭에서 발원하는 물줄기이며, 연간 유량은 1억 1,800만 m3이다. 이윤강(히브리어: עיון 이윤, 아랍어 이름: 아준 물줄기, 그러나 상류는 드라다라(دردره)이고 나머지는 바라기스(براغيث) 또는 베르게이트(Beregeith))은 남부 레바논의 메르자윤 지역에서 발원하여 하스바니강으로 흐르는 물줄기이다.
단강(아랍어: اللدان 레단 또는 리단, 히브리어: דן 단)은 요르단 상류 지류 중 가장 크며, 연간 약 2억 4천만~2억 5천 2백만 입방 미터의 유량을 자랑한다. 바니아스강(아랍어: بانياس 바니아스, 히브리어: 바니아스 또는 חרמון 헤르몬)는 헤르몬산 기슭의 바니아스 샘에서 발원하는 물줄기로, 연간 유량은 1억 6백만 m3이다. 이 강은 나할 시온 또는 나할 아살(히브리어)/와디 엘 아슬 또는 아살(아랍어)과 함께 단강으로 흐른다.

### 상류 (훌라 계곡)

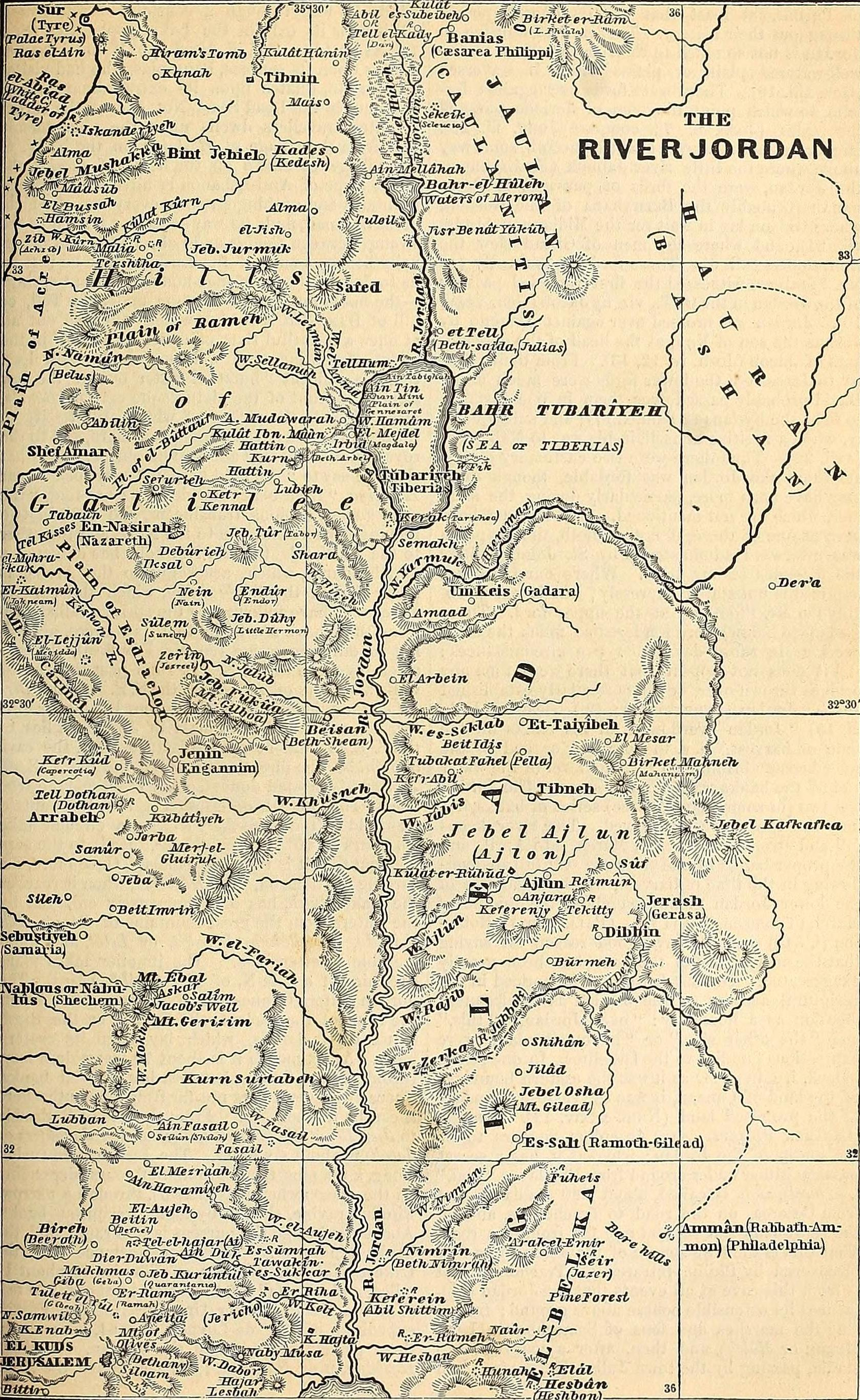
1871년 요르단강 지도. 특히 나중에 물이 빠진 훌라 호수를 주목.

요르단강은 발원지에서 갈릴래아호(베트사이다 계곡 경유)까지 상류와 갈릴래아호 남쪽에서 사해까지 하류로 나뉜다. 전통적인 용어에서 상류(또는 대부분)는 "상부 요르단 계곡"과 달리 일반적으로 "훌라 계곡"을 통과하는 것으로 언급된다. 강이 통과하는 갈릴래아호는 별개의 개체이며, 요르단 계곡이라는 용어는 하류를 위해 사용된다.
상류(하스바니강, 바니아스강, 단강, 이윤천에서 유입)에서 강은 한때 광대하고 습지였던 훌라호(해수면보다 약간 높음)까지 75-킬로미터 (47 mi)를 급격히 하강한다. 현재 훨씬 작아진 호수를 나와 25 킬로미터 (16 mi)를 더욱 가파르게 하강하여 갈릴래아호로 흘러 들어가며, 북쪽 끝으로 진입한다. 요르단강은 운반하던 침전물의 대부분을 호수 안에 퇴적시키며, 데가니아 댐 남쪽 끝 근처에서 다시 흘러나간다.
갈릴래아호 북쪽의 강 부분은 이스라엘 영토 내에 있으며 골란고원의 서쪽 경계를 형성한다. 호수 남쪽으로는 요르단 왕국(동쪽)과 이스라엘(서쪽) 사이의 경계를 이룬다.

### 하류

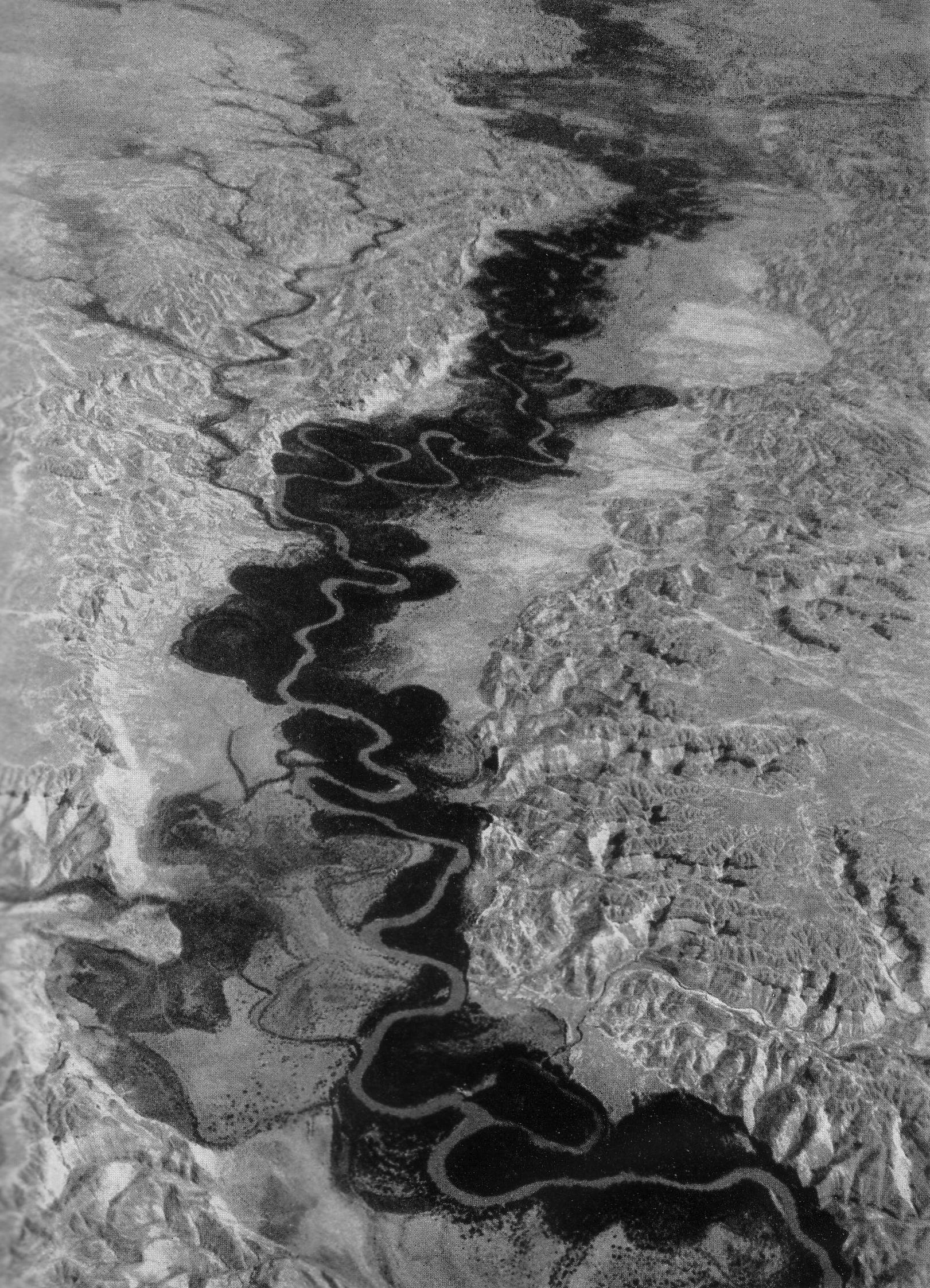
항공 사진, 1938년

갈릴래아해 남쪽의 강은 해발 약 210m 아래에 위치한다. 마지막 120-킬로미터-길이 (75 mi) 구간은 일반적으로 "요르단 계곡"이라고 불리는 곳을 따라 흐르는데, 이 구간은 경사도가 더 낮아(총 낙차는 210m 더 낮다) 강이 굽이쳐 흐르다가 해발 약 422m 아래의 출구 없는 종단 호수인 사해로 들어간다. 이 강은 두 개의 주요 지류, 즉 야르무크강과 얍복강의 물을 공급받는다. 하류의 가장 큰 지류인 야르무크강은 시리아와 요르단, 그리고 요르단과 이스라엘 사이의 경계를 형성한다.
이 구간의 더 작은 지류 또는 "측면 와디" / "측면 물줄기"는 북쪽에서 남쪽으로
- 동쪽에서 (총 6–10개)[17]
  - 와디 알아랍[18]
  - 와디 지클라브[18]
  - 와디 알아비스[18]
  - 와디 카프란자[18] 또는 아질룬 근처를 지나는 쿠프린자
  - 와디 자르카 직전의 와디 라집[18]
  - 와디 님린[18]
- 서쪽에서
  - 나할 야브네엘[18]
  - 나할 타보르(타보르천)[18]
  - 나할 이사카르[18]
  - 나할 하로드[18]
  - 나할 베제크, 길보아산과 사마리아 산맥 사이 이스라엘과 요르단강 서안 지구의 경계에 위치[18]
  - 사마리아 산맥에서 오는 와디 엘 말레[18]
  - 나블루스 지역에서 오는 와디 알아파라[18]
  - 와디 아우자[18] (아랍어) 또는 나할 이타브(히브리어)
  - 와디 켈트 예리코를 거쳐 유대 산맥에서 내려오는 강[18]

## 역사
19세기에 요르단강과 사해는 주로 1835년 크리스토퍼 코스티건, 1847년 토머스 하워드 몰리누, 1848년 윌리엄 프랜시스 린치, 1869년 존 맥그리거에 의해 보트로 탐사되었다. W. F. 린치의 1849년 저서 요르단강 및 사해 미국 원정대 이야기의 전문은 온라인에서 확인할 수 있다.

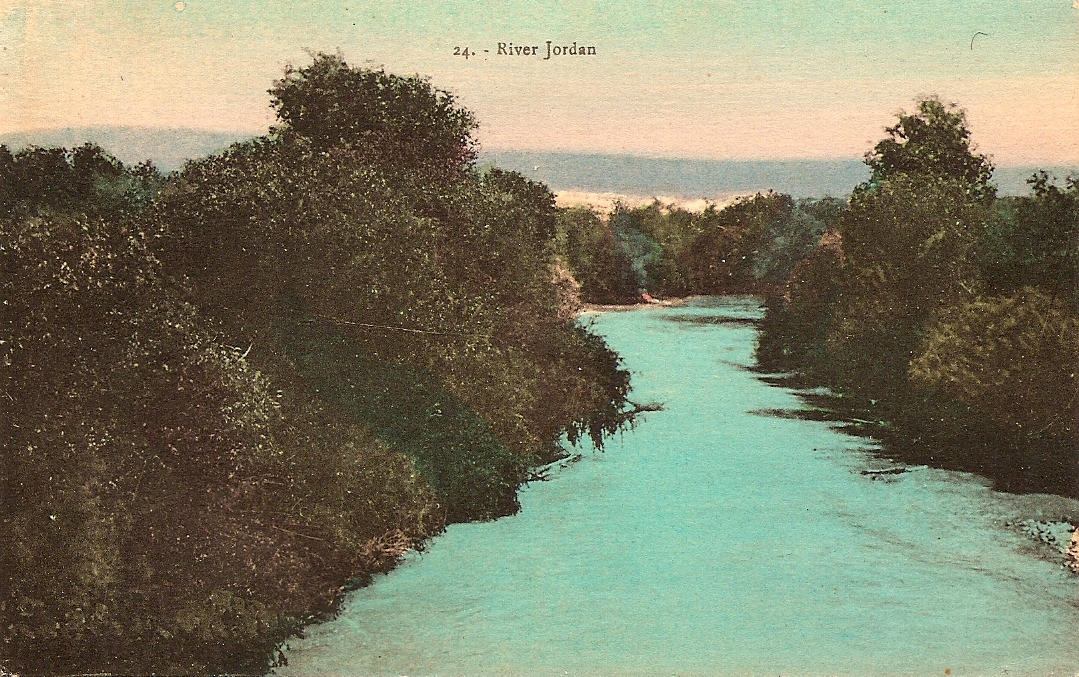
카리메 압부드의 요르단강 채색 엽서, 1925년경

1964년, 이스라엘은 갈릴래아호의 물을 국영 물 운반선으로 전환하는 양수장을 가동하기 시작했다. 같은 해 1964년, 요르단은 야르무크강의 물을 동고르 운하로 전환하는 수로를 건설했다. 시리아 또한 야르무크강의 물을 모으는 저수지를 건설했다. 환경론자들은 이스라엘, 요르단, 시리아가 요르단강 생태계에 광범위한 피해를 입혔다고 비난한다.

## 환경

### 생태학
요르단강 유역은 북부 구북구, 에티오피아구, 동아시아 & 남아시아, 지중해 분지를 포함한 여러 다른 생물지리학적 지역의 만남의 지점 역할을 하므로 독특한 어류상을 가지고 있다. 토착어종으로는 잉어류인 요르단 브림(Achanthobrama lissneri), 요르단 힘리(Carasobarbus canis), 요르단 바벨(Luciobarbus longiceps), 레반트 스크레이퍼(Capoeta damascina; 이 유역에서 가장 흔한 토착어종), 레드 가라(Garra rufa), & 다마스커스 가라(Garra nana), 힐스트림 로치인 팔레스타인 로치(Oxynoemacheilus insignis), 메기류인 아프리카 샤프투스 메기(Clarias gariepinus), 시클리드류인 블루 틸라피아(Oreochromis aureus), 레드벨리 틸라피아(Coptodon zillii), & 망고 틸라피아(Sarotherodon galilaeus), 그리고 베도라치류인 민물 베도라치(Salariopsis fluviatilis)가 있다. 요르단 브림과 요르단 바벨은 요르단강 유역에 고유한 것으로 생각된다. 요르단 유역은 또한 현재 널리 퍼진 여러 구북구 어류 그룹의 다양화 중심지 역할을 했을 수도 있다.
이 지역의 토착 민물 파충류는 발칸 테라핀(Mauremys rivulata)으로, 이 지역의 가장 초기 네안데르탈인 거주자들의 식량원이기도 했던 것으로 생각된다.
이 지역에서 여러 도입 어종이 알려져 있는데, 잉어(Cyprinus carpio), 초어(Ctenopharyngodon idella), 빅헤드 카프(Hypophthalmichthys molitrix), 무지개송어(Oncorhynchus mykiss), 나일틸라피아(Oreochromis niloticus), 숭어(Mugil cephalus) 등이 있다. 이 도입 어종 중 다수는 토착어종을 잡아먹거나 경쟁에서 우위를 점하여 개체수를 위협하며, 특히 멸종 위기에 처한 종들에게 더욱 그러하다.

### 유량
현대에는 물의 95%까지 인간 목적으로 전환되며, 유량은 과거 평균의 10% 미만이다. 이와 더불어 사해의 높은 증발률과 증발지화를 통한 산업적 염분 추출로 인해 사해는 빠르게 줄어들고 있다. 요르단강의 유량은 한때 연간 13억 입방 미터였으나, 2010년 현재 사해로 유입되는 양은 연간 2천만~3천만 입방 미터에 불과하다.

### 오염
하부 요르단의 최북단 구간, 갈릴래아해 아래 약 3-킬로미터 (1.9 mi)의 짧은 구간은 세례와 지역 관광을 위해 보존되어 왔다. 가장 오염된 곳은 야르무크강과의 합류점 위에서 사해까지 구불구불 흐르는 100킬로미터 하류 구간이다. 환경론자들은 하수와 염분이 있는 물을 강으로 흘려보내는 관행이 생태계를 거의 파괴했다고 말한다. 환경론자들에 따르면 요르단강을 살리는 데는 수십 년이 걸릴 수 있다. 2007년 FoEME는 요르단강을 세계에서 가장 멸종 위기에 처한 100대 생태 지역 중 하나로 지정했는데, 이는 부분적으로 이스라엘과 이웃 아랍 국가들 간의 협력 부족 때문이다.

## 도로, 국경 통과 지점, 다리

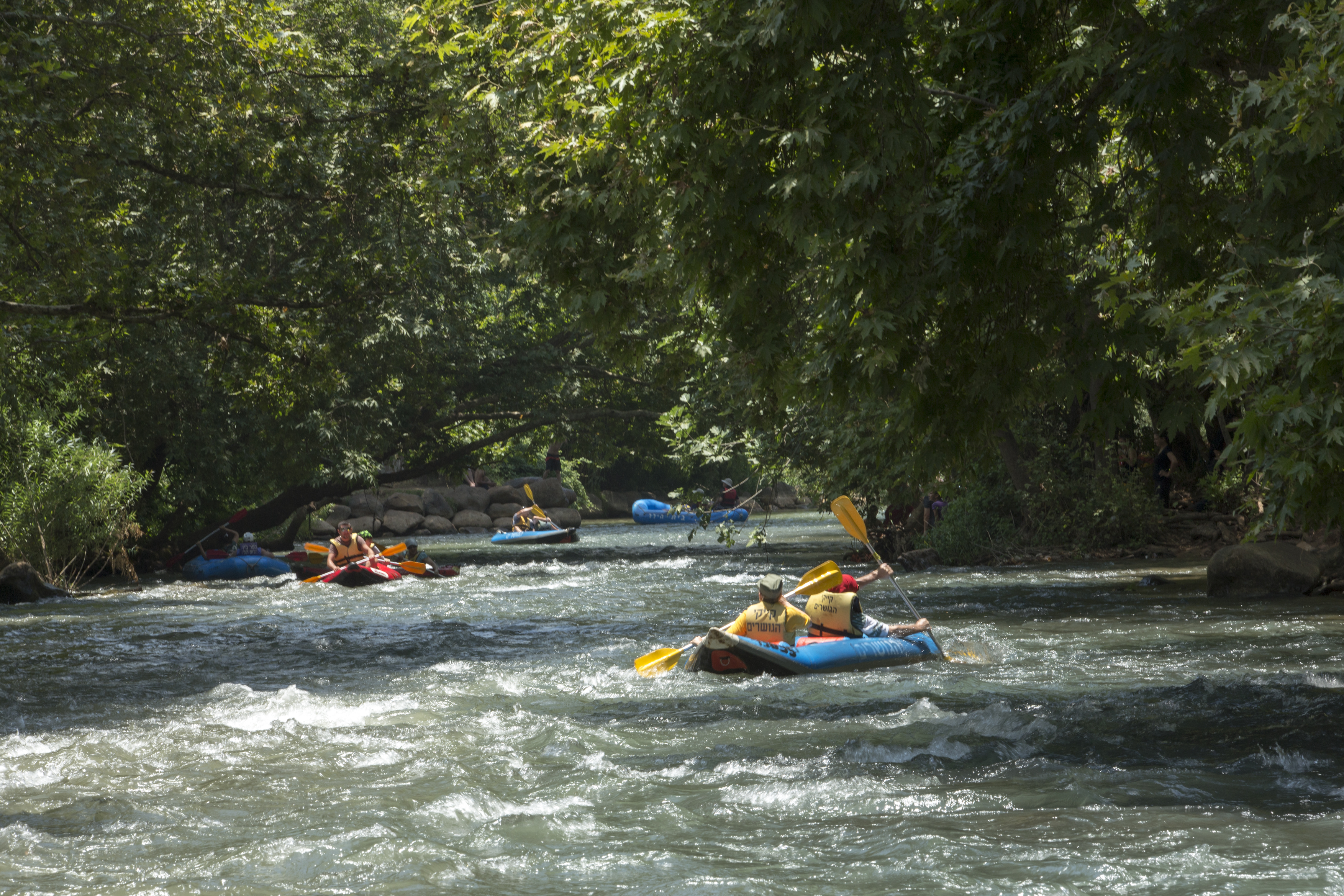
갈릴래아 북부의 요르단강 래프팅

### 도로
90번 국도는 레하밤 제에비의 이름을 따서 명명된 일부 구간이 포함되어 있으며, 이스라엘 점령 요르단강 서안 지구의 북단과 남단을 연결하고 요르단강 서쪽을 따라 이어진다.

### 국경 통과 지점 (개방 다리)
이스라엘과 요르단 사이에는 강을 가로지르는 두 개의 국경 통과 지점이 있다. 북쪽의 요르단강 횡단 지점 또는 셰이크 후세인 다리는 베트셰안 근처에 있으며, 남쪽의 알렌비 다리(일명 후세인 왕 다리)는 예리코 근처에 있다.

### 다리 (역사적; 현대: 개방 및 폐쇄)
북쪽에서 남쪽으로:
- 야곱의 딸들 다리 (히브리어: 게셰르 브노트 야아코브, "야곱의 딸들 다리")는 이스라엘 내에서 가장 유명하다.
- 갈릴래아해 북단에 있는 아리크 다리; 중부 골란고원으로의 접근을 허용하며, 1967년과 1973년 전쟁에서 중요했다.
- 알 신나브라, 강이 과거 갈릴래아해에서 흘러나오던 지점; 고고학자들이 발굴한 몇 안 되는 유적.
- 베트셰안/베이산 북쪽의 지스르 엘 마자미; 폐쇄.
- 예리코와 베트셰안 중간에 있는 다미아 또는 아담 다리; 폐쇄.
- 알렌비 다리 남쪽의 압둘라 왕 다리; 폐쇄.

## 수원으로서의 중요성

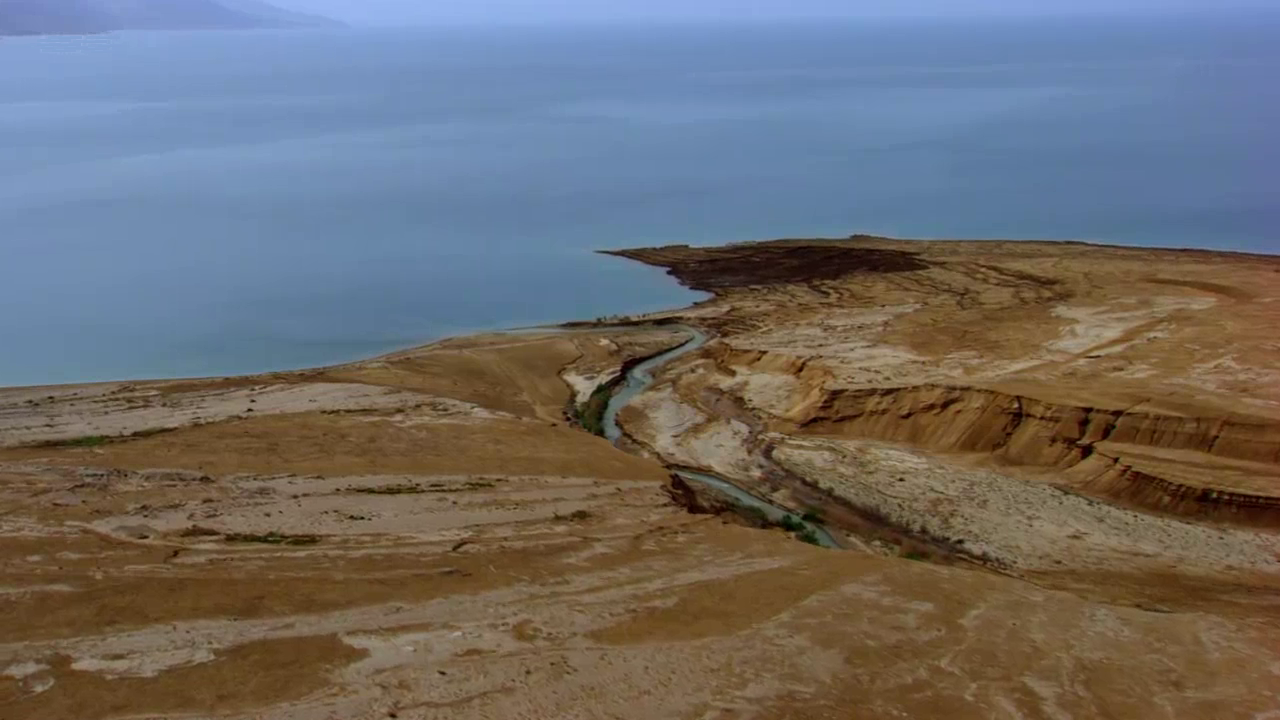
사해로 흐르는 요르단강

21세기 첫 10년까지 요르단강은 이스라엘의 가장 큰 수자원이었다. 최근에는 담수화된 지중해 해수가 이 역할을 대체했다. 1964년에 완공된 이스라엘 국영 수로망은 40년 이상 갈릴래아호의 물을 이스라엘 해안 평야로 공급했지만, 장기간의 가뭄으로 인해 이 해결책은 담수화로 대체되었다.
요르단은 이스라엘과의 1994년 평화 조약에 의해 규제되는 50,000,000 세제곱미터 (1.8×109 cu ft)의 물을 강으로부터 공급받는다. 과거 요르단의 주요 수자원 중 하나는 연간 13억 m3의 유량을 가진 요르단강이었다. 그러나 이스라엘이 1953년에 국영 수로망을 건설하고 갈릴래아호의 물을 이스라엘의 해안 평야와 남부 사막으로 전환한 후, 요르단강 하류의 유량은 크게 감소했다. 1994년 평화 조약의 일환으로 이스라엘이 갈릴래아호에서 제공하는 연간 5천만 m3는 이러한 손실을 보상하기 위한 것이었다. 2010년 연구에 따르면 요르단강 하류는 역사적 유량의 2%로 감소했다. 수질 또한 급격히 악화되어 이스라엘과 요르단강 서안 지구 상류의 농업 비료와 처리되지 않은 폐수로 인한 염도와 오염 수준이 높다.
요르단강 수역을 둘러싼 분쟁은 제3차 중동 전쟁의 원인 중 하나였는데, 1965년부터 시리아가 레바논, 요르단과 협력하여 일부 상류를 전환하려 시도했다. 전환 공사는 이스라엘의 수로망에 공급되는 물을 약 35%, 이스라엘 전체 수자원을 약 11% 감소시켰을 것이다.

## 종교적 중요성

### 히브리어 성경

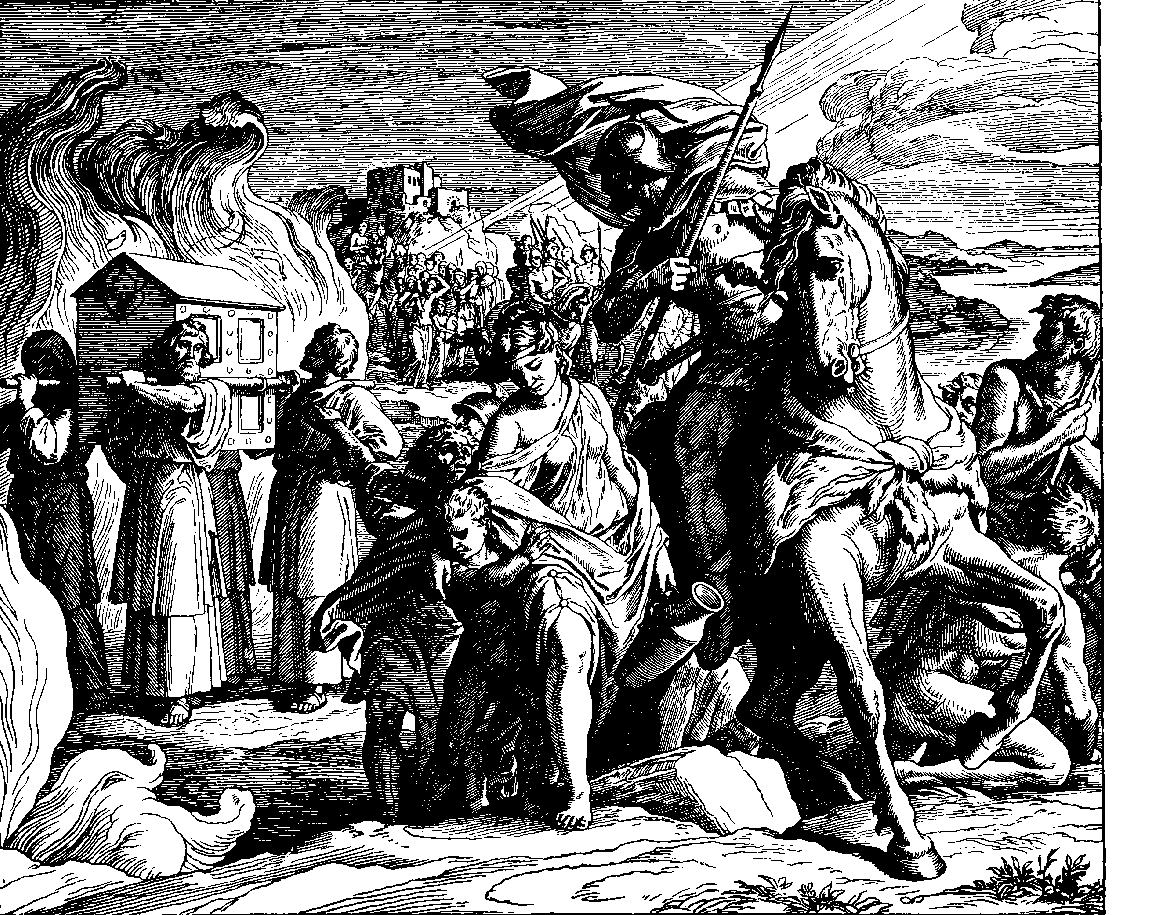
요르단강을 건너는 모습, Die Bibel in Bildern에서 발췌

히브리어 성경에서 요르단강은 넓은 평야("키카르 하야르덴")의 비옥함의 원천으로 언급되며, 이는 "여호와의 동산"처럼 물을 댄다고 한다(창세기 13:10). 성경에는 요르단강에 대한 정기적인 묘사는 없으며, 단편적이고 불분명한 언급만 주어진다. 야곱은 하란에서 돌아오는 길에 이 강과 그 지류인 얍복강(현대의 얍복강)을 건넜다(Genesis 32:11, 32:23–24). 이 강은 동쪽에 정착한 "두 지파와 반 지파"(민수기 34:15)와 서쪽에 정착한 "아홉 지파와 반 므나쎄 지파"(Joshua 13:7, passim) 사이의 경계선으로 언급된다.
예리코 맞은편에서는 "예리코의 요르단"이라고 불린다(Numbers 34:15; 35:1). 요르단강에는 여러 여울이 있는데, 그 중 하나는 입다가 많은 에브라임 사람들을 죽인 장소로 유명하다(판관기 12:5–6). 이 여울들은 기드온이 미디안 사람들을 기다리던 벳바라 근처의 여울과 동일한 것으로 보인다(Judges 7:24). 요르단 평야, 숙곳과 사르단 사이에는 솔로몬이 청동 주조장을 세운 진흙 지대가 있다(열왕기 7:46). 2 Kings 6:1–4에는 요르단 계곡이 삼림 지대로 묘사되어 있다. 성경 주석가 앨버트 반즈는 "대부분의 팔레스타인 지역에서는 나무가 드물었지만, 요르단 계곡에는 풍부했다"고 제안한다.
성경 역사에서 요르단강은 여러 기적의 현장으로 등장하는데, 첫 번째는 여호수아 휘하의 이스라엘 민족이 예리코 근처의 요르단강을 마른 땅으로 건넌 사건이다(여호수아 3:15-17). 나중에 요르단강 동쪽에 정착한 두 지파와 반 지파는 강둑에 큰 제단을 쌓아 자신들과 다른 지파들 사이의 "증거"로 삼았다(Joshua 22:10, 22:26, 등). 요르단강은 엘리야와 엘리사가 마른 땅으로 건넜다(2 Kings 2:8, 2:14). 엘리사는 요르단강에서 두 가지 기적을 행했다. 그는 나아만의 나병을 강물에 몸을 씻게 함으로써 고쳤고(2 Kings 5:14), "선지자의 자녀들" 중 한 명이 잃어버린 도끼 머리를 나무 조각을 물에 던져 뜨게 만들었다(2 Kings 6:6).

### 신약성경

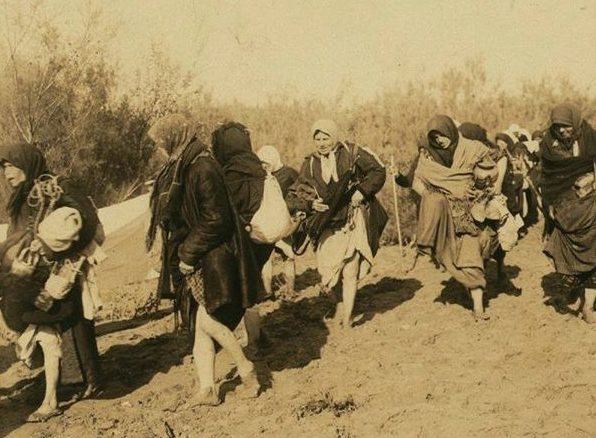
알 막타스 순례 중인 기독교 여성들 (1913)

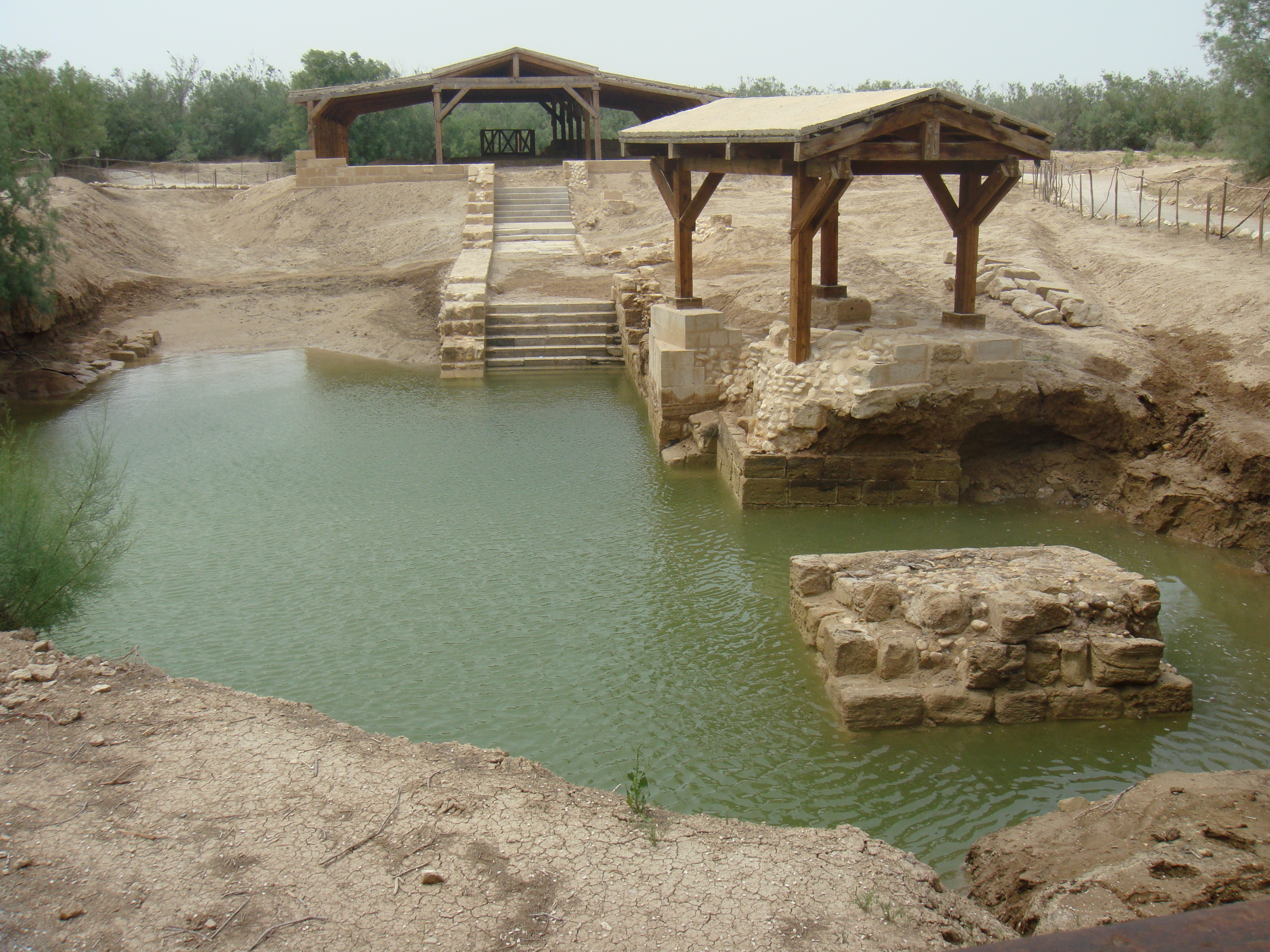
요르단강 요르단 쪽 알 막타스 유적은 예수의 세례와 세례자 요한의 사역이 이루어진 것으로 추정되는 장소이다.

신약성경은 세례자 요한이 요르단강에서 회개를 위한 세례를 베풀었다고 기록한다.(마태복음 3:5–6; 마르코1:5; 루가 3:3; 요한1:28). 이러한 세례 행위는 벳아바라에서도 일어났다고 기록된다(John 1:28). 예수는 그에게 세례를 받기 위해 그곳으로 왔다(마태복음 3:13; Mark 1:9; Luke 3:21, 4:1). 요르단강은 또한 세례자 요한이 예수를 하느님의 아들과 하느님의 어린 양으로 증언한 곳이다(John 1:29–36). 요르단강을 언급하는 이사야의 메시아에 대한 예언(Isaiah 9:1–2)은 Matthew 4:15에 기록되어 있다.
신약성경은 예수께서 사역 기간 동안 요르단강을 여러 번 건너셨고(Matthew 19:1; Mark 10:1), 신자들이 예수를 듣고 병을 고치기 위해 요르단강을 건너왔다고 여러 번 언급한다(Matthew 4:25; Mark 3:7–8). 그의 적들이 그를 붙잡으려 했을 때, 예수는 요한이 처음 세례를 베풀었던 강가에 피난했다(John 10:39–40).
학자들은 동쪽에 있는 알 막타스라는 장소가 오랫동안 예수의 세례 장소이자 순례지로 여겨져 왔다고 결론지었다. 이로 인해 알 막타스는 2015년 세계유산으로 선정되었다.

### 파생된 문화적 중요성

#### 상징성
유대 전통에 따르면 이스라엘 민족은 이집트의 노예 생활에서 약속의 땅의 자유로 어렵고 위험한 여정을 거쳤기 때문에, 요르단강은 자유를 의미할 수 있다. 실제 건너는 것은 여정의 마지막 단계이며, 그 후 여정은 완료된다.
다른 많은 언급 중에서 요르단강은 올드 맨 리버의 가사에서 이러한 의미를 갖는다: "미시시피에서 벗어나게 해줘 / 백인 주인에게서 벗어나게 해줘 / 요르단강이라는 그 강을 보여줘 / 그건 내가 건너고 싶은 옛 강이야".

#### 왕족 세례
예수의 세례로 인해 요르단강의 물은 웨일스 공자 조지, 불가리아의 시메온 그리고 제임스 오길비와 같은 여러 기독교 왕실의 상속자 및 왕자 세례에 사용된다. 이보다 앞서 1717년 5월 15일, 황후 마리아 테레지아는 빈에서 교황 클레멘스 11세를 대표하는 교황 특사 조르조 스피놀라에 의해 요르단강 물 몇 방울이 섞인 세례수로 세례를 받았다.

#### 기독교 시와 음악
요르단강은 포크, 가스펠, 영가 음악, 그리고 시와 문학 작품에서 자주 등장하는 상징이다. 예수의 세례는 개혁가 마르틴 루터의 찬송가 "Christ unser Herr zum Jordan kam" (1541)에 언급되며, 요한 제바스티안 바흐의 칸타타 Christ unser Herr zum Jordan kam, BWV 7 (1724)의 기반이 되었다.
요르단강은 주로 풍부한 영적 중요성 때문에 셀 수 없이 많은 노래, 찬송가, 이야기에 영감을 주었으며, 그 중에는 전통적인 아프리카계 미국인 영가/포크송인 "Michael Row the Boat Ashore", "Deep River", 그리고 "Roll, Jordan, Roll"이 있다. "이브 오브 디스트럭션", "Will You Be There", 그리고 "더 웨이페어링 스트레인저" 등의 노래와 뮤지컬 쇼보트의 "Ol' Man River"에도 언급된다. 조니 캐시와 준 카터 캐시의 준의 그래미상 수상 스튜디오 앨범인 프레스 온에 수록된 "더 파 사이드 뱅크스 오브 요르단"은 요르단강과 약속의 땅을 언급한다. 요르단강은 루츠 레게 아티스트 버닝 스피어의 동명 노래의 주제이기도 하다. 벨라루스 밴드 스파세니에는 그들의 앨범 "요르단강을 건너다" 전체를 이 주제에 바쳤다.

## 같이 보기
- 평화의 섬
- 요르단열곡